# Kopparslagarbarbett
Kopparslagarbarbett (Psilopogon haemacephalus) är en vida spridd fågelart i familjen asiatiska barbetter inom ordningen hackspettartade fåglar.

## Utseende och läten
Kopparslagarbarbetten är en liten (15–17 cm) och kompakt asiatisk barbett. Fjäderdräkten är grön med streckad undersida och rödaktiga ben. Karakteristiskt är karmosinrött på pannan och i en fläck på bröstet samt gult på strupen och i fläckar ovanför och under ögat. Ungfågeln saknar det röda. Lätet som gett arten dess namn är ett ihärdigt upprepat tuk, tuk, tuk...".

## Utbredning och systematik
Kopparslagarbarbetten förekommer från Pakistan österut till Filippinerna och söderut till Java. Den saknas dock förvånande nog på Borneo. Arten delas in i nio underarter med följande utbredning:
- Psilopogon haemacephalus indicus – nordöstra Pakistan till södra Kina, i söder till Sri Lanka, Singapore och Vietnam
- Psilopogon haemacephalus delicus – Sumatra
- Psilopogon haemacephalus roseus – Java och Bali
- Psilopogon haemacephalus haemacephalus – norra Filippinerna (Luzon och Mindoro)
- Psilopogon haemacephalus intermedius – Filippinerna (Guimaras, Negros, Panay, Calagayan, Pan de Azucar)
- Psilopogon haemacephalus celestinoi – Filippinerna (Samar, Leyte, Biliran och Catanduanes)
- Psilopogon haemacephalus mindanensis – Mindanao (södra Filippinerna)
- Psilopogon haemacephalus cebuensis – Cebu (centrala Filippinerna)
- Psilopogon haemacephalus homochroa – Filippinerna (Masbate, Romblon och Tablas), eventuellt Palawan

### Släktestillhörighet
Arten placerades tidigare liksom de allra flesta asiatiska barbetter i släktet Megalaima, men DNA-studier visar att eldtofsbarbetten (Psilopogon pyrolophus) är en del av Megalaima. Eftersom Psilopogon har prioritet före Megalaima, det vill säga namngavs före, inkluderas numera det senare släktet i det förra.

## Status och hot
Arten har ett stort utbredningsområde och en stor population, och tros öka i antal. Utifrån dessa kriterier kategoriserar internationella naturvårdsunionen IUCN arten som livskraftig (LC).

## Bilder

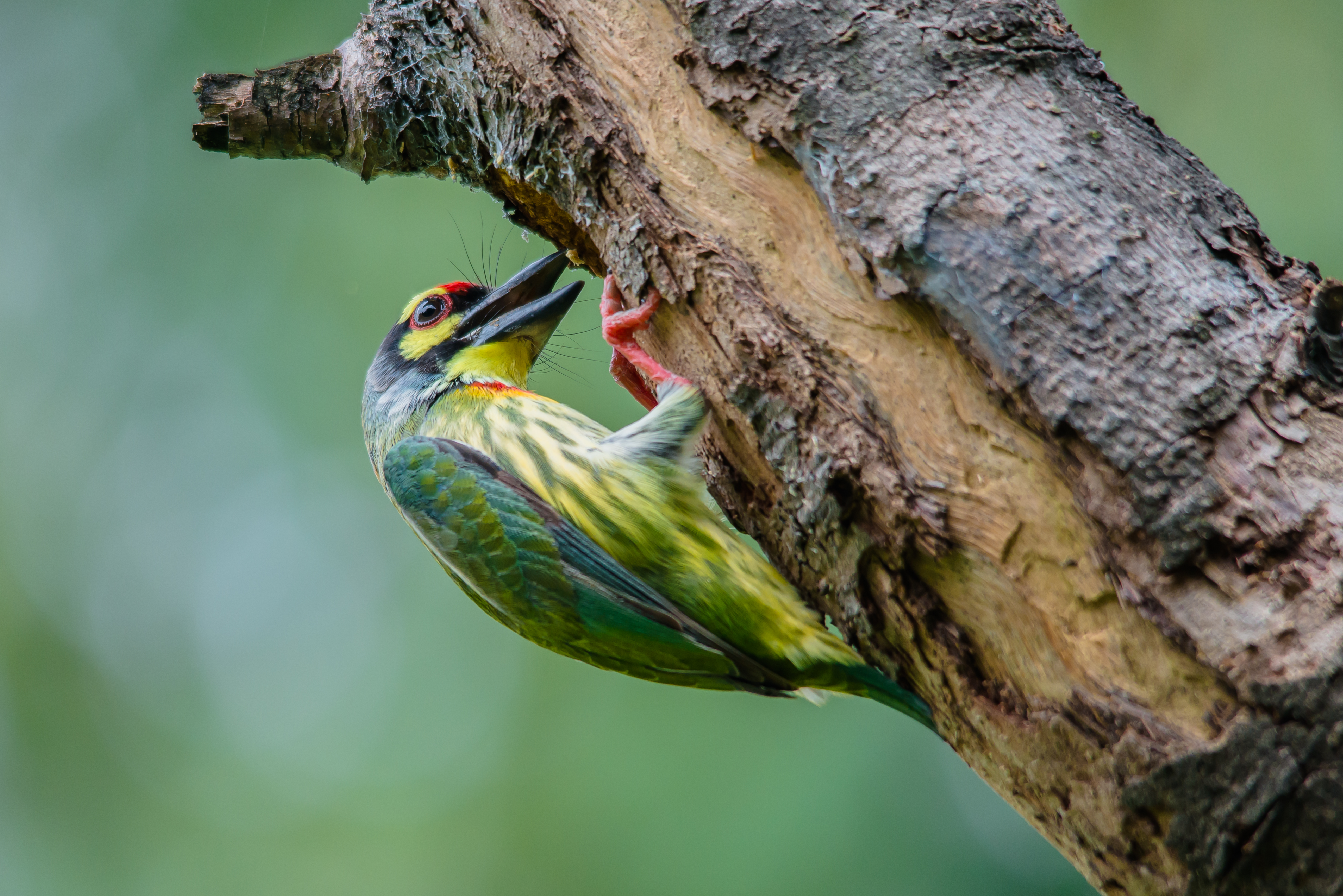
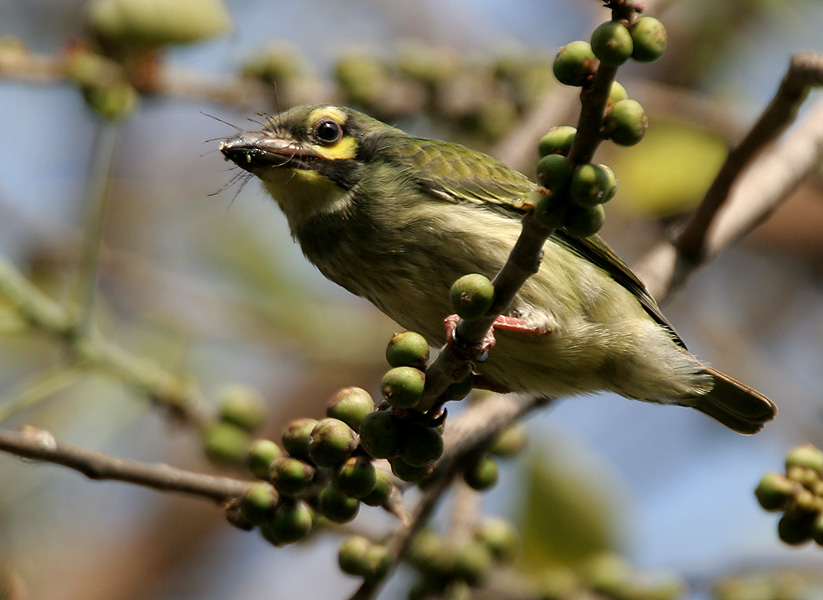
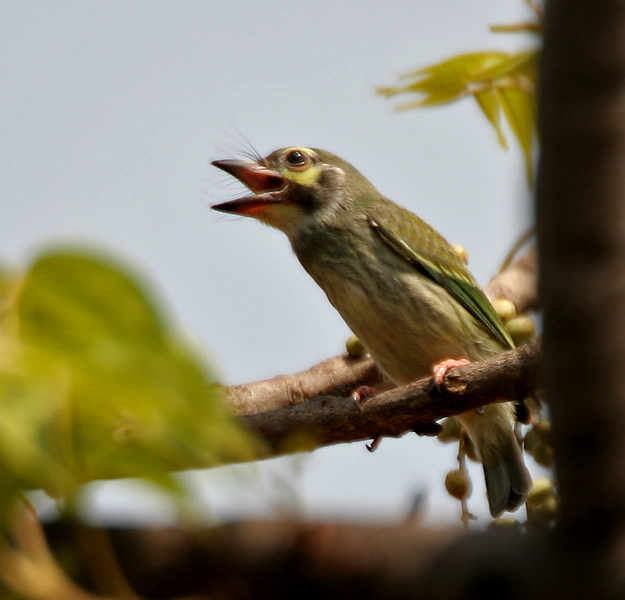
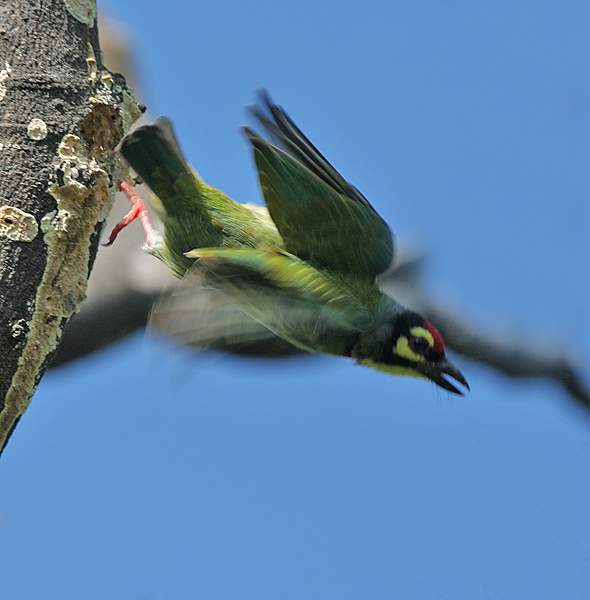
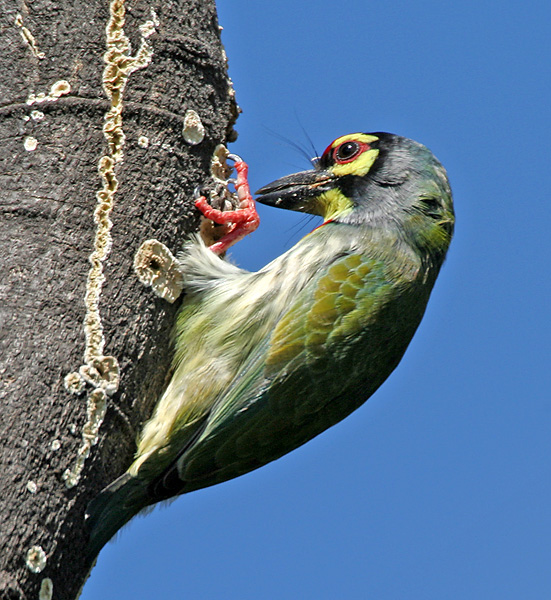
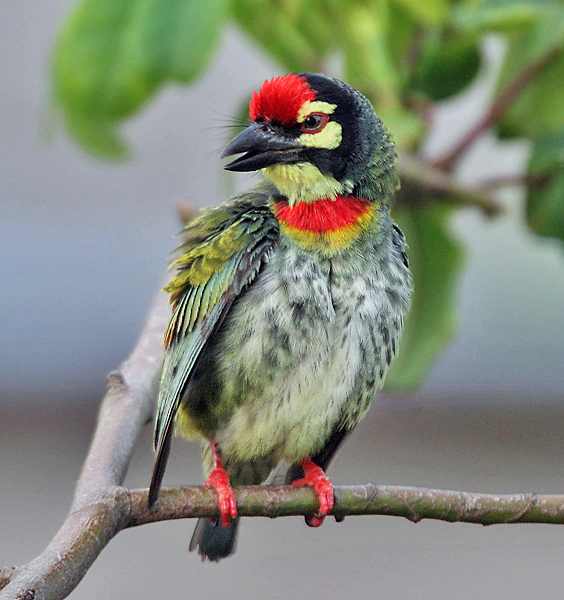
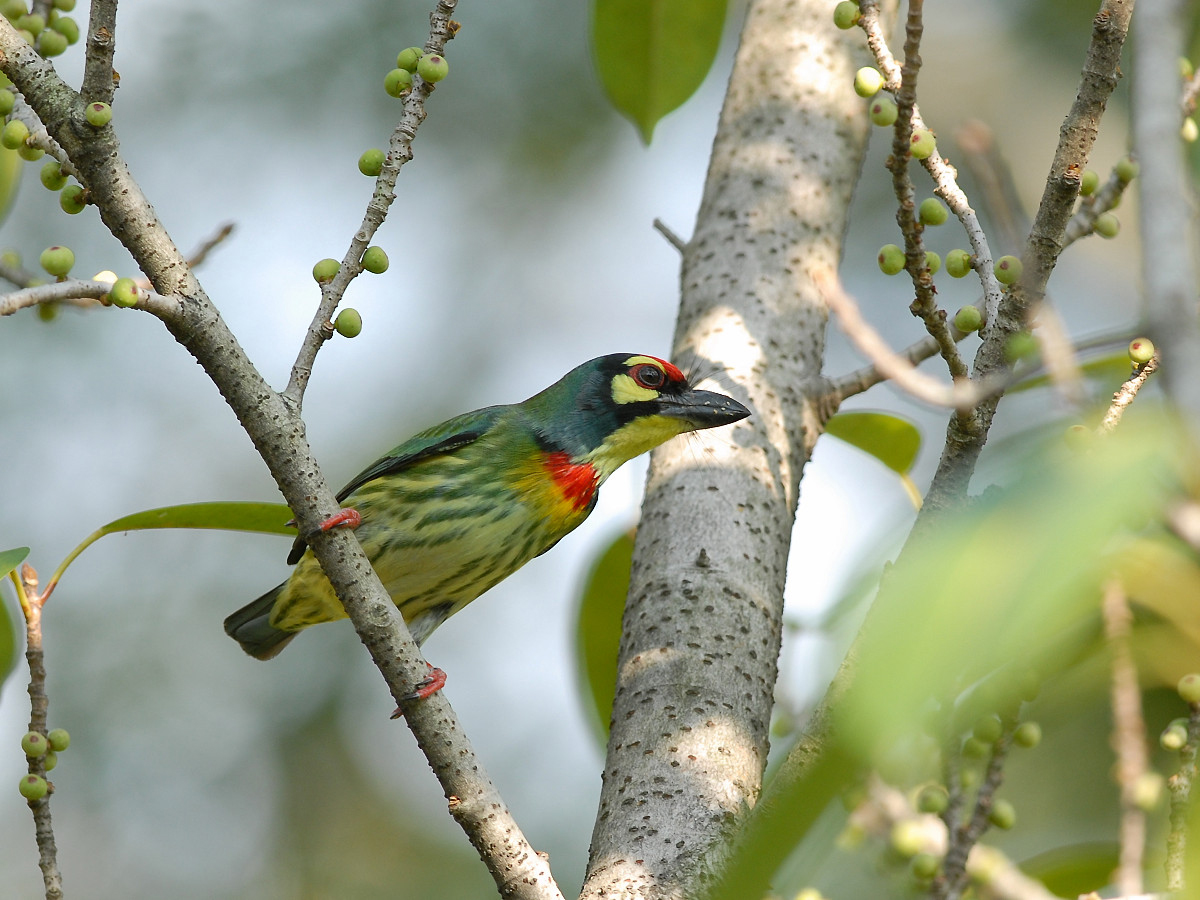
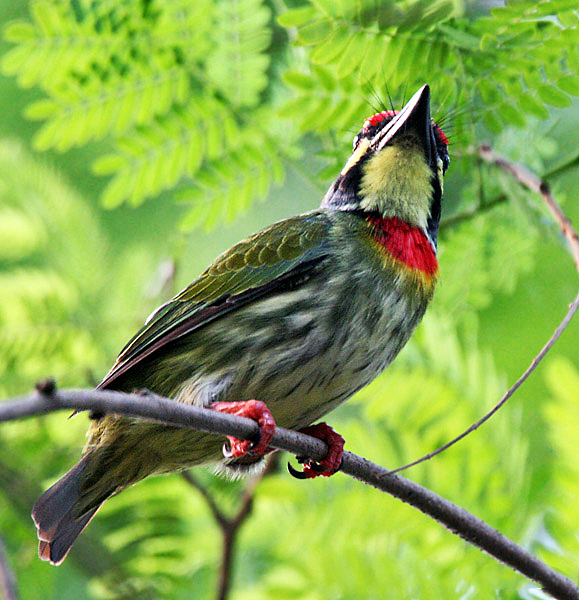